# Stefan Gierasch
Stefan Gierasch  (Nueva York, Estados Unidos; 5 de febrero de 1926 - Ibídem; 6 de septiembre de 2014) fue un prolífico actor estadounidense de cine y televisión.

## Biografía
Gierasch nació en la ciudad de Nueva York. Nunca asistió a la universidad, habiendo incursionado en la interpretación a la edad de diecisiete años. Fuera de la interpretación, sirvió en el cuerpo de ambulancias del Servicio de Campaña estadounidense en Italia y en la India.
Stefan Gierasch ha realizado más de 100 apariciones en pantalla, principalmente en la televisión estadounidense, a partir de 1951. También es un veterano de Broadway y fuera de Broadway, actuando en numerosas producciones entre 1943 y 1987. A mediados de la década del sesenta, actuó con los jugadores de la Plaza de Trinidad en Providence, Rhode Island.

## Filmografía
Ha aparecido en docenas de películas como The Hustler de 1961 en el personaje del "Predicador", en Las aventuras de Jeremiah Johnson junto a Robert Redford, como "Del Gue", y en ¿Qué me pasa, doctor? como el empleado de hotel "Fritz", ambos en 1972. Con Clint Eastwood actuó en High Plains Drifter como el alcalde de la ciudad en 1973 y en el clásico del terror Carrie como Morton, el director del instituto, en 1976. Además protagonizó Perfect como "Charlie" en 1985. En 1994 apareció junto con Arnold Schwarzenegger y Danny DeVito en la película Twins como "Edward Sawyer", y en Asesinato de 1995 como el guardia "James Humson".
También actuó en films como La trampa de la araña y Legend of the Phantom Rider.

## Televisión
Gierasch ha hecho muchas apariciones en televisión, como en Walk Down the Hill, Lucan, Los intocables, Gunsmoke, Nichols, Ironside, Kung fu, Starsky y Hutch, Star Trek: The Next Generation, The Practice, The Pretender, ER, Cuestión de tiempo en el papel del doctor "Hal Moseley" y varios anuncios.